# I Don't Want to Sleep Alone
Pour plus de détails, voir Fiche technique et Distribution.
I Don't Want to Sleep Alone (chinois : 黑眼圈, pinyin : Hēi yǎnquān — litt. Le regard ténébreux) est un film franco-austro-malaiso-taïwanais réalisé par Tsai Ming-liang, sorti en 2006.

## Synopsis
À Kuala Lumpur, Hsiao-kang est agressé et blessé par des escrocs. Il est recueilli par des ouvriers qui le transportent sur un vieux matelas. Hsiao-kang se lie avec l'un d'eux, lequel l'invite à dormir chez lui. Quelques jours plus tard, Hsiao-kang fait la rencontre de Shiang-chyi, une jeune serveuse qui tombe amoureuse de lui. Hsiao-kang se retrouve alors tiraillé entre Rawang son bienfaiteur et Shiang-chyi son admiratrice.

## À propos du film
Le film connaît un rythme très lent, filmé en longs plans-séquences statiques. Les dialogues y sont quasiment absents.

## Fiche technique
- Titre : I Don't Want to Sleep Alone
- Titre original : Hei yan quan
- Réalisation et scénario : Tsai Ming-liang
- Pays de production :  Malaisie,  Taïwan,  France,  Autriche
- Format : couleur — Dolby Digital
- Genre : drame
- Durée : 115 minutes
- Dates de sortie :
  - Italie : 4 septembre 2006 (Mostra de Venise)
  - France : 25 novembre 2006 (Festival des trois continents à Nantes) ; 6 juin 2007 (sortie nationale)

## Distribution
- Lee Kang-sheng : Hsiao-kang
- Norman Bin Atun : Rawang
- Chen Shiang-chyi : Shiang-chyi
- Pearlly Chua : Lady Boss

## Distinctions
- Sélection officielle en compétition à la Mostra de Venise 2006
  - Prix CinemAvvenire